# لاسة غلان (أيل تيمور)
لاسة غلان (بالفارسية: لاسه‌گلان) هي قرية تقع في إيران في أذربيجان الغربية. يقدر عدد سكانها بـ 77 نسمة بحسب إحصاء 2016.